# 上桑朗县
上桑朗县（英語：Upper Siang district）是印度阿鲁纳恰尔邦的一个县，1999年从东桑朗县分离出来时成立。该县位于中印争议的“藏南地区”中，中华人民共和国不承认印度对其主权，行政区划上划归西藏自治区错那县管辖。总面积6,188平方公里，总人口35289（2011年）。